# Vöröslábú őzlábgomba
A vöröslábú őzlábgomba (Lepiota ignivolvata) a csiperkefélék családjába tartozó, Európában honos, lombos és tűlevelű erdőkben élő, nem ehető gombafaj. 

## Megjelenése
A vöröslábú őzlábgomba kalapja 5-10 (13) cm széles, alakja domború, idősen laposan kiterül, közepén púppal. Alapszíne fehér, amit krémszínű vagy szürkésbarna pikkelykék fednek; a közepén a pikkelyek sötétebbek, vörösbarnák-narancsbarnák és teljesen elfedik a kalapbőrt. 
Húsa fehéres. Szaga kellemetlen, égett gumihoz hasonló, íze avas.  
Sűrű lemezei szabadon állnak. Színük eleinte fehér, idősen krémszínű. 
Tönkje 4-9 (10) cm magas és 0,5-0,8 (1) cm vastag. Alakja karcsú, hengeres vagy a tövénél kissé bunkós. Színe fehéres, felszíne sima vagy finoman pikkelyes. Vörösbarnás, narancsbarnás kis gallérja (gallérzónája) viszonylag alacsonyan helyezkedik el a tönkön. Töve nyomásra vagy idősebb korára rózsásbarnásra, tűzpirosra színeződik. 
Spórapora fehér. Spórája megnyúlt ellipszoid, orsó alakú, sima, mérete 9-11 x 5,5-6,5 µm.

### Hasonló fajok
A gyapjas őzlábgomba, a hasasspórás őzlábgomba vagy a fehér őzlábgomba hasonlít rá. 

## Elterjedése és termőhelye
Európában honos. Magyarországon nem gyakori.  
Lombos erdőkben (pl. bükkösökben) és fenyvesekben egyaránt előfordul. Augusztustól októberig terem. 

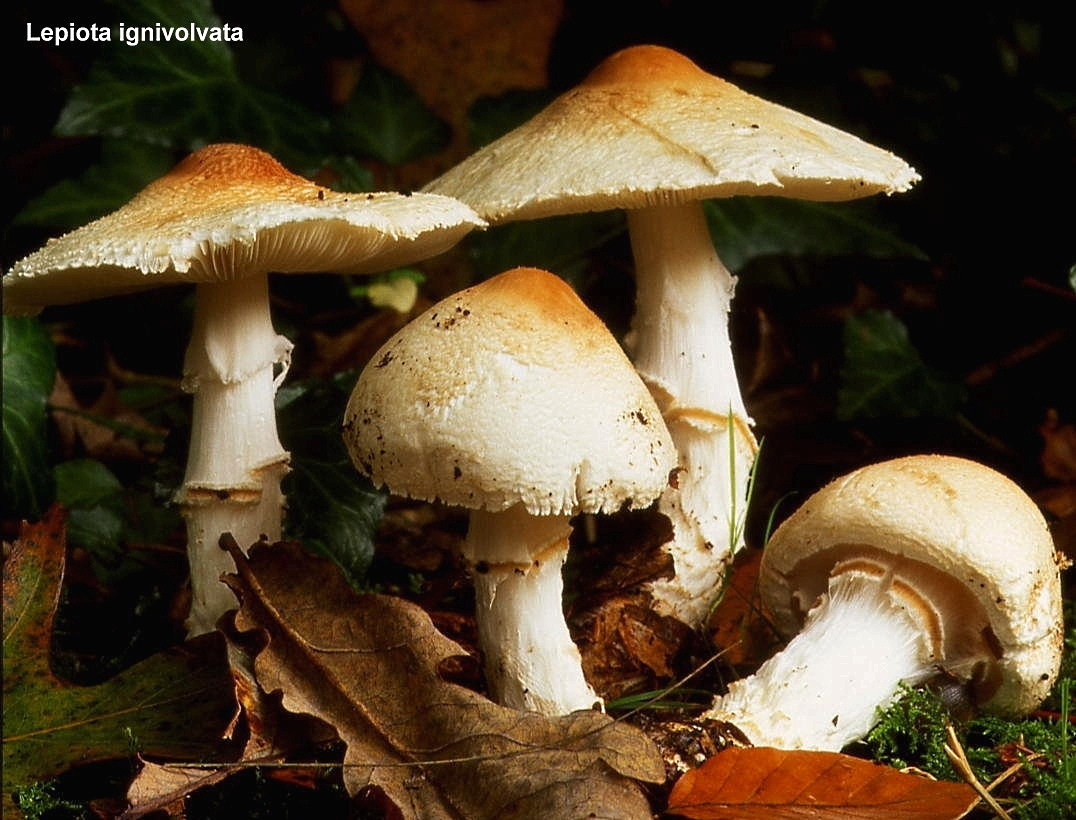
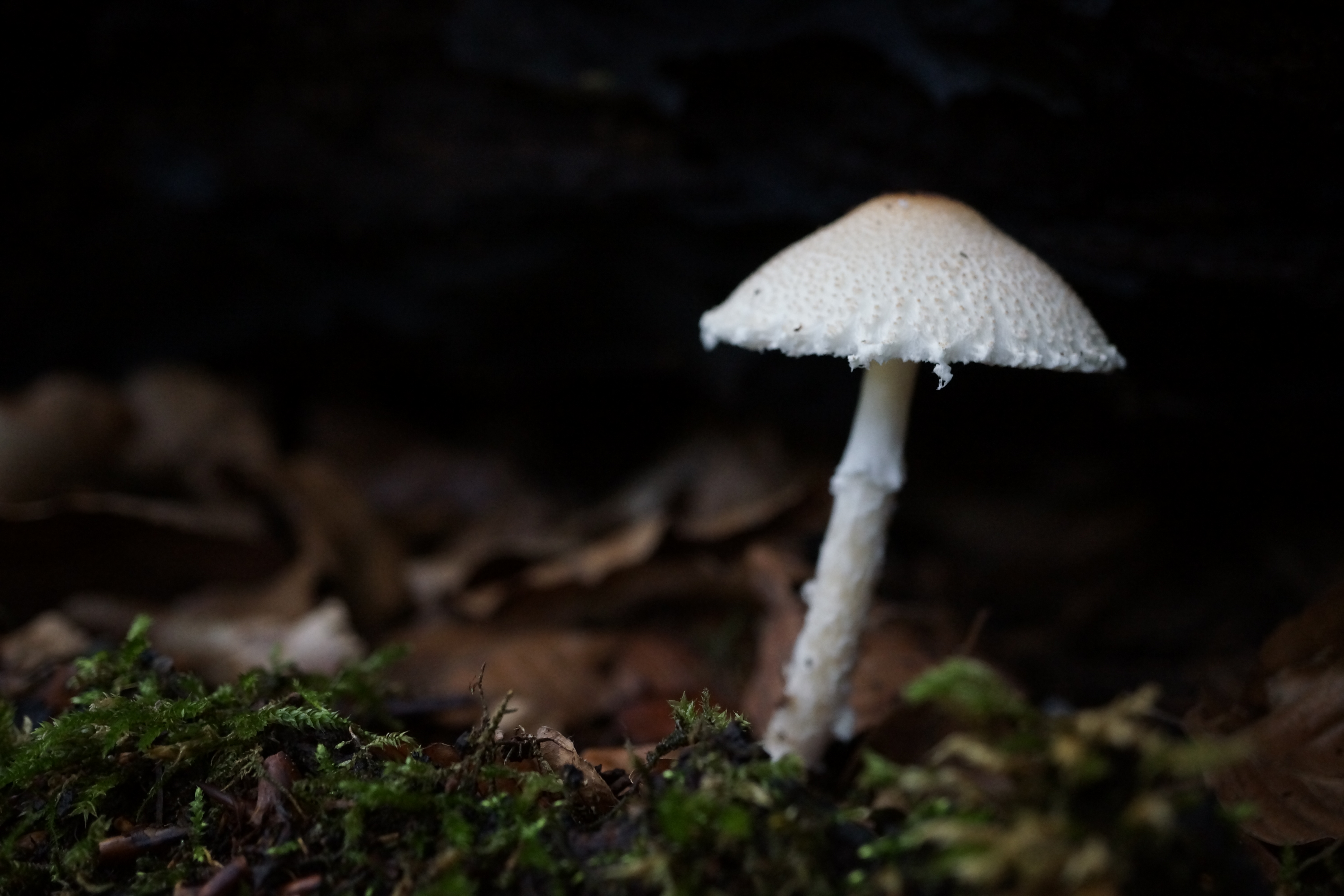

Nem ehető. 